# Madagaszkár – Állati szerelem
A Madagaszkár – Állati szerelem (eredeti cím: Madly Madagascar) 2013-ban bemutatott amerikai animációs rövidfilm. A DreamWorks Animation gyártotta, a hossza 22 perc.

## Cselekmény
Eljött a Valentin-nap, ezért Alex felidézi a régi szép emlékeket. A többi állat számára azonban ez a nap olyan, mint a többi, nekik egyre megy. Aztán az egyik állat szerelmi bájitalt kezd el árulni, aminek a hatására megbolondul a nép, és istenként kezdik el tisztelni azt az egyedet, aki befújta magát a szerrel. Ezt látva mindenki bájitalt akar venni, de ez nem lehetséges, mert az elixír fogyóban van, ezért a pingvinek elindulnak megszerezni az összetevőket, hogy új adagot lehessen főzni.

## Szereplők
| Szerep                           | Eredeti hang           | Magyar hang      |
| -------------------------------- | ---------------------- | ---------------- |
| Alex (oroszlán)                  | Ben Stiller            | Zámbori Soma     |
| Melman (zsiráf)                  | David Schwimmer        | Seder Gábor      |
| Marty (zebra)                    | Chris Rock             | Molnár Levente   |
| Gloria (víziló)                  | Jada Pinkett Smith     | Liptai Claudia   |
| Okapi (Okapi)                    | Taraji P. Henson       | Mezei Kitty      |
| Maurice (véznaujjú maki)         | Cedric the Entertainer | Faragó András    |
| Julien király (gyűrűsfarkú maki) | Danny Jacobs           | Forgács Gábor    |
| Kapitány (pingvin)               | Tom McGrath            | Reviczky Gábor   |
| Közlegény (pingvin)              | Christopher Knights    | Katona Zoltán    |
| Kowalski (pingvin)               | Chris Miller           | Kerekes József   |
| Mort (egérmaki)                  | Andy Richter           | Magyar Bálint    |
| Mason (csimpánz)                 | Conrad Vernon          | Berzsenyi Zoltán |